# Abellaïta
L'abellaïta és un mineral de la classe dels carbonats. Rep el seu nom del mineralogista i gemmòleg català Joan Abella i Creus.

## Característiques
L'abellaïta és un hidroxilcarbonat de plom i sodi, de fórmula química NaPb₂(CO₃)₂(OH). Va ser aprovada com a espècie vàlida per l'Associació Mineralògica Internacional (IMA) l'any 2015. Cristal·litza en el sistema hexagonal formant cristalls euèdrics i subèdrics d'hàbit lamel·lar pseudohexagonal que s'agrupen formant agregats en forma de rosa. En tractar-se d'un mineral de neoformació sol cristal·litzar sobre minerals preexistents. És químicament similar a la sanromanita. Es coneix un anàleg sintètic de l'abellaïta.

## Formació i jaciments
El mineral es forma per l'oxidació i precipitació d'aigües meteòriques enriquides en sodi i plom a les parets de la mina. Ha estat descoberta a la mina Eureka, a Castell-estaó (La Torre de Cabdella, Lleida). Els primers treballs per definir l'abellaïta van iniciar-se el 2012, però no va ser fins a finals del 2015 quan una comissió d'experts de l'IMA va estudiar la proposta i va comunicar l'acceptació de l'abellaïta com una nova espècie mineral. Aquest descobriment ha suposat la primera localitat tipus a Catalunya, en ser el primer mineral que s'hi descobreix al territori. El material tipus, caracteritzat per investigadors de l'Institut de ciències de la terra Jaume Almera (CSIC) i de la Universitat de Barcelona, està dipositat en les col·leccions del Museu de Ciències Naturals de Barcelona, amb el número de mostra "MGB 26.350".
Un any després de la seva descoberta va ser trobada també a la pegmatita Yubileinaya del mont Karnasurt, així com en altres indrets propers, tots ells dins la mateixa muntanya del districte de Lovozero (óblast de Múrmansk, Rússia). Entre els anys 2020 i 2022 també va ser descrita a les localitats de Massarró, a la comarca del Baix Guadalentí (Múrcia), i a la Fundició La Cruz, a Linares (Jaén), totes dues localitats a Espanya.